# Diala
Diala (em árabe: ديالى; romaniz.: Diyālā) é uma das 19 províncias do Iraque. Possui 14 700 quilômetros quadrados e segundo censo de 2018, havia 1 637 226 habitantes. Sua capital é Bacuba.